# Мар'янівка (Пологівський район)
Мар'я́нівка (до 1961 року — Кам'янське) — село в Україні, у Кам'янській селищній громаді Пологівського району Запорізької області. Населення становить 545 осіб. До 2018 орган місцевого самоврядування — Мар'янівська сільська рада.

## Географія
Село Мар'янівка знаходиться на відстані 1 км від села Мирське та за 3,5 км від села Пробудження. Розташоване за 19 км на схід від районного центру та за 18 км від залізничної станції Розівка.
Селом протікає пересихаючий струмок із загатами. Через село проходить автомобільна дорога Н08.

## Історія
З 1780 р. існувала колонія Ґотланд. Згодом у 1823 році німцями-переселенцями заснована колонія Кампенау. Засновники — 29 сімей із Західної Пруссії. Лютеранські приходи Ґрунау и Людвіґсталь; католицький приход Ґетланд. Землі 1740 десятин. (1857; 29 подвір'їв і 6 безземельних сімей), 1833 десятин. Школа.
7 (20) листопада 1917 року, відповідно до Третього Універсалу Української Центральної Ради, увійшло до складу Української Народної Республіки.
У 1925—1939 роках село входило до складу Люксембурзького німецького національного району Маріупольської округи (з 1932 — Дніпропетровської області, з 1939 — Запорізької області).
12 червня 2020 року, відповідно до розпорядження Кабінету Міністрів України № 713-р «Про визначення адміністративних центрів та затвердження територій територіальних громад Запорізької області», увійшло до складу Більмацької селищної громади.
19 липня 2020 року, в результаті адміністративно-територіальної реформи та ліквідації  Більмацького району увійшло до складу Пологівського району.

## Населення
| Рік  | Кількість мешканців |
| ---- | ------------------- |
| 1859 | 430                 |
| 1885 | 803                 |
| 1897 | 587/491 нім.        |
| 1905 | 415                 |
| 1908 | 384                 |
| 1918 | 490                 |

## Об'єкти соціальної сфери
- Школа I—III ст.
- Будинок культури.
- Фельдшерсько-акушерський пункт.